# Mercedes Cup 2011
Il Mercedes Cup 2011 è stato un torneo di tennis giocato sulla terra rossa. È stata la 34ª edizione del Mercedes Cup, che fa parte della categoria ATP World Tour 250 series nell'ambito dell'ATP World Tour 2011.
Si è giocato a Stoccarda in Germania, dall'11 al 18 luglio 2011.

## Partecipanti

### Teste di serie
| Giocatore              | Nazionalità | Ranking* | Testa di serie |
| ---------------------- | ----------- | -------- | -------------- |
| Gaël Monfils           | Francia     | 7        | 1              |
| Jürgen Melzer          | Austria     | 12       | 2              |
| Michail Južnyj         | Russia      | 17       | 3              |
| Gilles Simon           | Francia     | 18       | 4              |
| Florian Mayer          | Germania    | 20       | 5              |
| Nikolaj Davydenko      | Russia      | 30       | 6              |
| Andreas Seppi          | Italia      | 36       | 7              |
| Guillermo García López | Spagna      | 37       | 8              |

- Ranking al 4 luglio 2011.

Giocatori che hanno ricevuto una wild card:
- Robin Kern
- Łukasz Kubot
- Cedrik-Marcel Stebe

Giocatori passati dalle qualificazioni:

- Pavol Červenák
- Victor Crivoi
- Federico Delbonis
- Evgenij Donskoj

## Campioni

### Singolare
Juan Carlos Ferrero ha sconfitto in finale  Pablo Andújar per 6-4, 6-0.
- È il 1º titolo dell'anno per Ferrero, il 16° della sua carriera.

### Doppio
Jürgen Melzer /  Philipp Petzschner hanno sconfitto in finale  Marcel Granollers /  Marc López per 6-3, 6-4.